# Malaguti Phantom F12

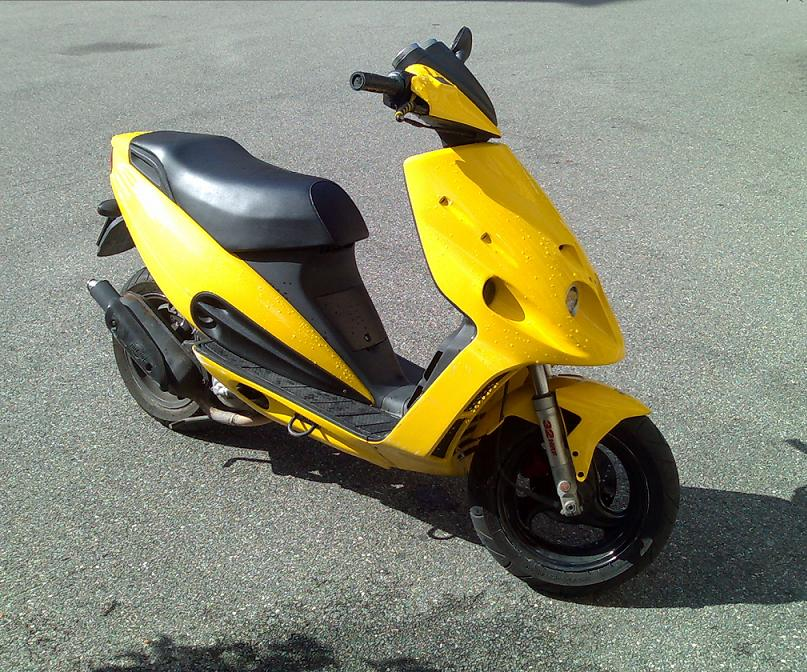
Malaguti Phantom

Der Malaguti Phantom (auch Phantom F12) ist ein Motorroller der Firma Malaguti. Er wird hauptsächlich in Italien verkauft.

## Geschichte
1994 wurden die ersten Malaguti Phantom F12 50 cm³ gebaut und sehr erfolgreich verkauft. Das Design des beliebten Motorradrollers blieb bis 2006 fast unverändert. Es sollte in erster Linie an die amerikanischen Kampfflugzeuge  erinnern.
Im Jahre 1999 kam der erste Roller mit 100-cm³-Zweitaktmotor auf den Markt, der bis 2003 gebaut wurde. Dieser wurde nur als luftgekühltes Modell angeboten und zeichnet sich durch dasselbe erfolgreiche Design aus wie die 50-cm³-Variante. Es wurden nur wenige tausend Exemplare verkauft. Ab 2003 wurde die 4-Takt-Version des Malaguti Phantom F12 gebaut.
Er war größer und schwerer und hatte einen wassergekühlten 125- bis 250-cm³-Motor. Auch das Design und die Elektronik wurden leicht angepasst. Der Motor war der erfolgreiche Liberty-Motor, der schon in vielen anderen Motorrädern eingebaut war.
Seit Ende 2006 ist eine stark veränderte Version der Phantom F12 50 im Verkauf, der Phantom F12 R. Im November 2007 ist eine noch neuere Version des Phantom F12 vorgestellt worden, mit dem Namen Phantom F12 S.

## Szene

Phantomtuning

Häufig wird dieser Roller auch modifiziert und getunt. Polini und Malossi stellen dazu eigene Motorteile her, welche aber oftmals nicht StVO-konform sind.

## Technische Daten des 50-cm³-Modells
- Zylinder: 1
- Takt: Zweitakter
- Leistung: 3,8 kW / 4,8 PS (Typ ZJM41 2,8kW) (Typ ZJM40 3 kW)
- Gewicht: 92 kg (F12 R AC: 103 kg, LC: 105 kg)
- Sitzhöhe: 840 mm (F12 R: 830 mm)
- Höchstgeschwindigkeit: 45 km/h maximal zugelassen